# Neogagrella balica
Neogagrella balica is een hooiwagen uit de familie Sclerosomatidae.